# 瓦兹河畔普雷西
瓦兹河畔普雷西（法語：Précy-sur-Oise，法語發音：[pʁesi syʁ waz]）是法国瓦兹省的一个市镇，位于该省南部，属于桑利斯区。

## 地理
瓦兹河畔普雷西（49°12'22"N, 2°22'14"E）面积9.65 平方千米，位于法国上法蘭西大區瓦兹省，该省份为法国北部内陆省份，北起索姆省，西接厄尔省和滨海塞纳省，南至塞纳-马恩省和瓦兹河谷省，东临埃纳省。
与瓦兹河畔普雷西接壤的市镇（或旧市镇、城区）包括：布兰库尔莱普雷西、泰勒地区克鲁伊、维莱苏圣勒、古维约、瓦兹河畔博朗。

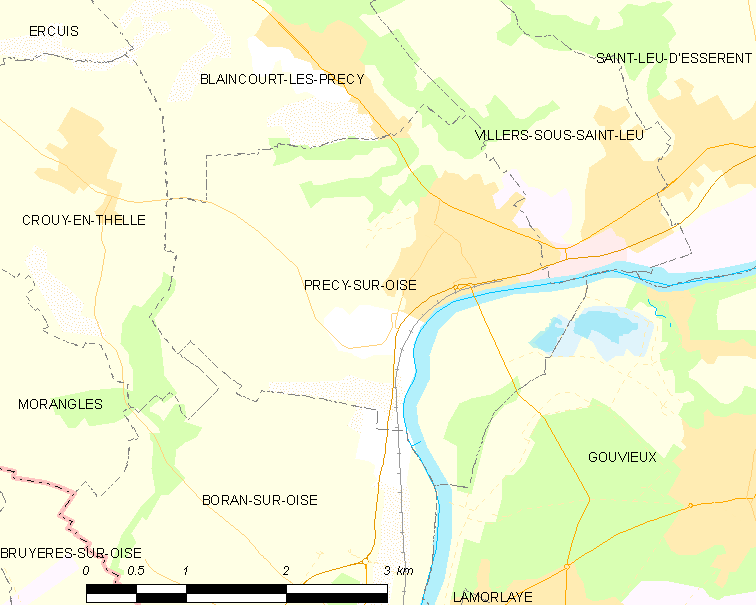
瓦兹河畔普雷西的OSM定位图

瓦兹河畔普雷西的时区为UTC+01:00、UTC+02:00（夏令时）。

## 行政
瓦兹河畔普雷西的邮政编码为60460，INSEE市镇编码为60513。

## 政治
瓦兹河畔普雷西所属的省级选区为蒙塔泰尔县。

## 人口

1962-2008年间瓦兹河畔普雷西人口变化图示

瓦兹河畔普雷西于2022年1月1日时的人口数量为3331人。